# Walker Lake (Kobuk River)
Der Walker Lake ist ein See in den Endicott Mountains, ein Gebirgszug der Brookskette im Nordwesten von Alaska. Der See liegt im Süden des Gates-of-the-Arctic-Nationalparks unweit der Quelle des Kobuk River.
Der 37 km² große See liegt auf 202 m Höhe. Er ist 21,5 km lang und weist eine maximale Breite von 2,8 km auf. In das nördliche Seeende mündet der Kaluluktok Creek. Ein 5 km langer Abfluss entwässert den See von dessen südlichem Ende zum südlich vorbeiströmenden Kobuk River.
1968 wurde der See als National Natural Landmark ausgewiesen. Der Walker Lake ist ein Beispiel für das Zusammenspiel von geologischen und biologischen Einflüssen in einem von Gletschern gespeisten See am Übergang von borealer Zone zu Tundra.